# Julia Mickenhagen
Julia Mickenhagen (Wipperfürth, 10 april 2005) is een voetbalspeelster uit Duitsland. Ze speelt als verdediger voor Bayer 04 Leverkusen in de Bundesliga.

## Clubcarrière
Julia Mickenhagen speelde in haar jeugdjaren voor TuS Egen. In de E-jeugd verhuisde ze naar VfB Kreuzberg. Tot de c-jeuge speelde Mickenhagen bij de jongens.  Hierna ging ze voor DJK Wipperfeld spelen, waarmee ze in 2019 disctrictskampioen werd. Hiervoor kwam ze tot 110 competitiedoelpunten.
Mickenhagen stapte in 2019 over naar Bayer 04 Leverkusen. In november 2023 kreeg ze haar eerste profcontract in Leverkusen. Op 12 februari 2024 maakte Mickenhagen in een uitwedstrijd bij 1. FC Nürnberg haar debuut in de Bundesliga door in de 90ste minuut in te vallen voor Verena Wieder.

## Statistieken
| Seizoen | Club                | Competitie | Competitie | Competitie | Beker | Beker | Overig | Overig | Totaal | Totaal |
| Seizoen | Club                | Competitie | Wed.       | Dlp.       | Wed.  | Dlp.  | Wed.   | Dlp.   | Wed.   | Dlp.   |
| ------- | ------------------- | ---------- | ---------- | ---------- | ----- | ----- | ------ | ------ | ------ | ------ |
| 2023/24 | Bayer 04 Leverkusen | Bundesliga | 1          | 0          | 0     | 0     | 0      | 0      | 1      | 0      |
| Totaal  | Totaal              | Totaal     | 1          | 0          | 0     | 0     | 0      | 0      | 1      | 0      |

Bijgewerkt t/m 27 april 2024.

## Interlandcarrière
Julia Mickenhagen heeft 5 interlands gespeeld voor Duitsland onder 19. In een wedstrijd tegen de leeftijdsgenoten van Denemarken in september 2023bmaakte Mickenhagen haar eerste interlanddoelpunt. 
1 Voll ·
2 Ostermeier ·
3 Friedrich ·
4 Bragstad ·
5 Levels ·
6 Piljić ·
7 Kramer ·
8 Bartz ·
9 Kehrer ·
10 Hansen ·
11 Kögel ·
12 Mickenhagen ·
13 Haim ·
14 Bragstad ·
16 Zdebel ·
17 Jorde ·
18 Vilhjálmsdóttir ·
19 Bender ·
20 Gonzalez ·
21 Marin ·
23 Bodoy ·
24 Turányi ·
27 Repohl ·
28 Menglu ·
27 Daedelow ·
34 Moll ·
56 Vidal ·
Coach: Pätzold